# Ferdinand Stibor
Ferdinand Stibor (ur. 23 września 1869 w Rzepiszczu, zm. 12 października 1956 w Radwanicach k. Ostrawy) – czeski rzymskokatolicki ksiądz reformatorski, biskup śląski (ostrawski) Kościoła Czechosłowackiego w latach 1923-1956.

## Historia

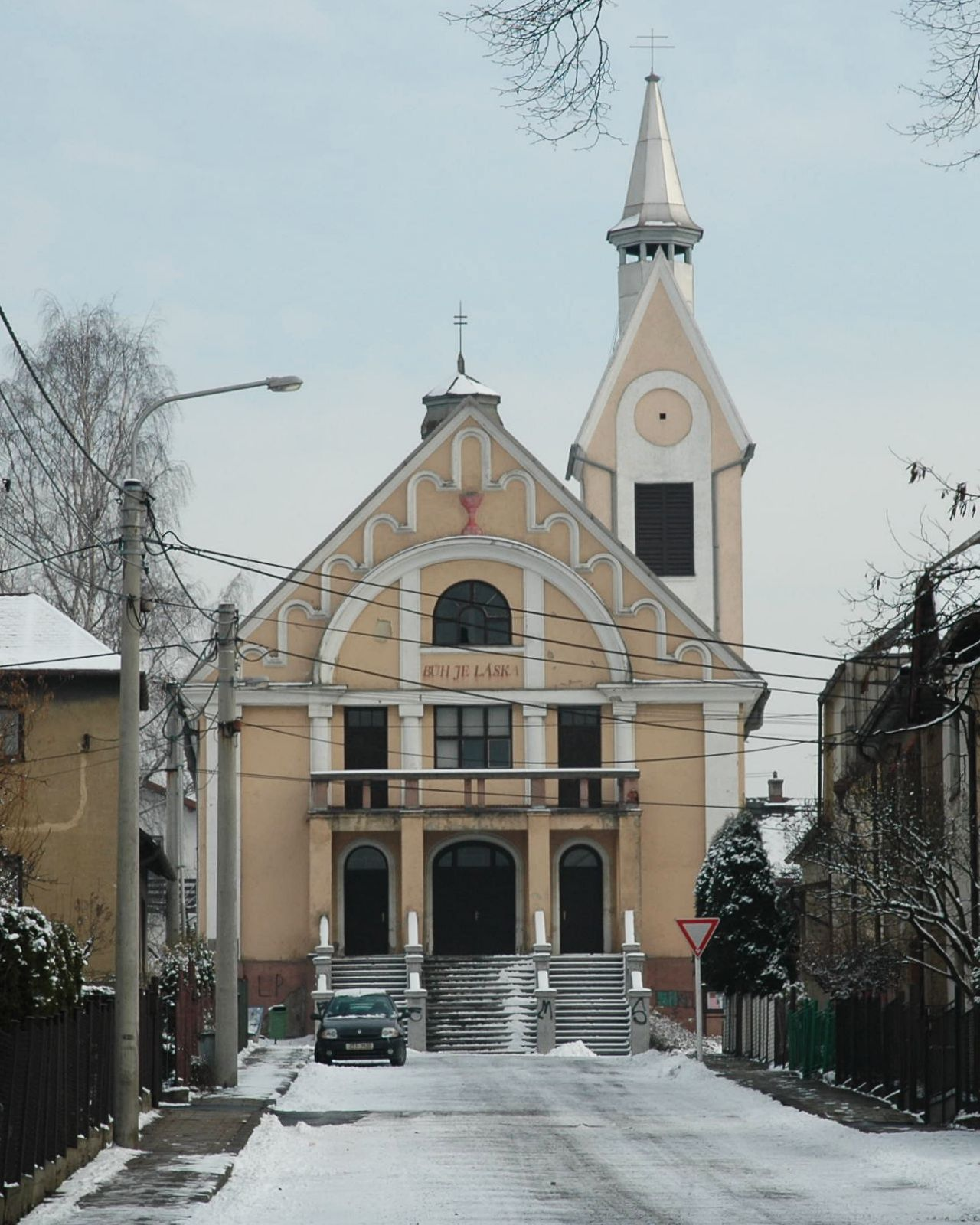
Kościół w Radwanicach

Urodził się w laskojęzycznej (czeskiej) części Śląska Cieszyńskiego jako syn Františka Stibora i Barbory z domu Havránek. Ukończył klasyczne gimnazjum w Cieszynie (1882–1890), następnie studiował na wydziałach teologicznych w Wiedniu i Ołomuńcu (1890–1894), gdzie na zakończenie studiów przyjął święcenie na księdza od arcybiskupa Theodora Kohna. Działał na terenie mieszanego narodowościowo wikariatu generalnego austriackiej części diecezji wrocławskiej (1894–1907) jako kapłan i katecheta w parafiach Dolní Lipová, Skalica, Dobra, Istebna, Polska Ostrawa, od 1908 w nowo ustanowionej parafii w Radwanicach. Zaangażował się w czeskie ruchy narodowe na Śląsku, m.in. współzakładał Matice osvěty lidové, odpowiednik polskiej Macierzy Szkolnej dla Księstwa Cieszyńskiego.
Po I wojnie światowej związał się z ruchem księży modernistów, którzy w sprzeciwie wobec postępowania episkopatu Czech odeszli w 1920 roku z Kościoła katolickiego i założyli narodowy Kościół Czechosłowacki.
25 września 1919 ożenił się z Zofią, kucharką ze Śląskiej Ostrawy, córką Jana Foldyny z Żermanic, z którą miał synów Ferdinanda Rudolfa i Břetislava.
To właśnie w Radwanicach powstała już 15 stycznia 1920 pierwsza na terenie całego kraju parafia nowego Kościoła Czechosłowackiego, na czele której Stibor stał do 1928. W listopadzie 1922 został zarządcą nowej diecezji śląskiej (ostrawskiej) z siedzibą w Radwanicach, a w latach 1923 do 1950 był jej wybranym biskupem. W latach 1942–1945 był z kolei po śmierci Gustava Adolfa Procházki zarządcą kościoła na terenie Protektoratu.
W 1950 przeszedł na emeryturę, jednak pozostał czynnym uczestnikiem życia religijnego aż do śmierci w 1956.